# Siam del popolo gli arditi
Siam del popolo gli arditi è un brano di Leoncarlo Settimelli e Laura Falavolti estratto dall'album Canti anarchici. 
La traccia è dedicata agli Arditi del Popolo, gruppo armato di difesa proletaria contro lo squadrismo fascista operante tra il 1919 e il 1925, e alla Resistenza partigiana.